# ستانلي ماكدونالد
ستانلي ماكدونالد (بالهولندية: Stanley MacDonald)‏ (29 يونيو 1966 بأمستردام في هولندا - ) هو لاعب كرة قدم هولندي في مركز الوسط. لعب مع إف سي آيندهوفن وإن إي سي نيميخن وتوب أوس.